# 横川康次
横川 康次（よこかわ こうじ、1973年12月9日 - ）は、日本の俳優、事業家である。株式会社 REIZ INTERNATIONAL、株式会社 SAIEI ENTERTAINMENT代表。

## 人物
- 高校を卒業し、中国へ留学。中国語を習得して2年後に帰国。
- プロのキックボクサーでありながら、市民劇団に参加して、演技をはじめる。
- 事務所に所属してすぐに、Vシネマ「湘南爆走族」の丸川角児役に大抜擢され、1ヶ月間モヒカンになる。
- 映画「グシャノビンヅメ」（洋題『ヘルベーター』）では、半年以上スキンヘッドに眉毛なしになる。世界15ヶ国以上の海外映画祭で正式招待され、アメリカでもDVDが発売している。富川国際ファンタスティック映画祭では、レッドカーペットを踏む事となった。
- 2007年に映画製作会社REIZ INTERNATIONALを設立。映画監督、プロデューサーとしても活動している。
- 2020年4月より開始した「町の演劇先生」主宰[2]。

## 出演作品

### 映画
- 「ヲ乃ガワ-WONOGAWA-」（2013年公開、監督：山口ヒロキ）
- 「JUDGEMENT」（2012年公開、監督：辻岡正人）
- 「Bolero」（2012年2月公開、監督：田島基博）
- 「老獄/OLD PRISON」（2012年2月公開、監督：辻岡正人）
- 「VS GANGS」（2010年6月公開、監督：北畑龍一）
- 「Dirty Heart」（2009年11月公開、監督：辻岡正人） 主演 東洋フェザー級チャンピオン 斉藤 役
- 「Human's-Switch-」（2009年、監督：山田久人）
- 「姫〜一人の少女の物語」（2009年、監督：藤井道人）
- 「丘を越えて」（2008年5月、監督：高橋伴明）
- 「La pluie des prunes（プラムレイン〜梅雨の街）」（監督：フレデリック・フィスバック）
- 松竹「亡国のイージス」（2005年7月公開、監督：阪本順治）
- 「ブラックキス」（2006年1月公開、監督：手塚眞）
- 「HEAT -灼熱-」（2004年2月公開、監督：横井健司）
- 「スカイハイ」（2003年11月公開、監督：北村龍平）
- 「キッチンタイマー」（下北沢シュワッチ!2004年、監督：岡本貴也）
- 松竹「釣りバカ日誌 14」（2003年9月公開、監督：朝原雄三）
- 「グシャノビンヅメ」（2004年2月公開、監督：山口洋輝） - 寺ノ内カルピコ 役
- 日本映画学校第15期卒業制作「Living In Babylonia」（2003年、監督：金澤佑太） - 坂東博之 役
- 「実録・極東マフィア戦争 暗黒牙狼街 BOSS」（2002年、監督：小林政広）
- 「幸福の鐘」（2003年11月公開、監督：SABU）
- 「IKKA:一和」（2003年9月公開、監督：川合晃）
- 「凶気の桜」（2002年10月公開、監督：園田賢次）
- 「サムライガール21」（2002年1月公開、監督：及川中）
- 「CLASH」（2001年、監督：中坪ちはる） - 新井貴之 役
- 「空の穴」（2001年9月公開、監督：熊切和嘉）

### テレビドラマ
- TBS 月曜ミステリー劇場「カードGメン・小早川茜8」（2005年）
- TBS 月曜ミステリー「外科医零子 Part3」（2004年）
- CX 「花嫁とパパ」11話（2007年）
- CX  金曜エンタテインメント「温泉名物女将!湯の町事件簿6」（2006年） 小林役
- EX 「仮面ライダー剣」22話（2004年）
- EX 「PS -羅生門-」2話（2006年）
- EX  金曜ナイトドラマ「サラリーマン金太郎」8話
- TX 「アイドルをさがせ!〜亜弥のDNA〜」
- TX 「Cafe吉祥寺で」9話（2008年）
- WOWOW「愛と資本主義」（2003年）
- WOWOW「パンドラ (テレビドラマ)」1,2話
- 中国ドラマ「記憶の証明」（2003年）

### Vシネマ
- 「仁義46.47.48」島田役
- 「実録　新宿暴力街」　佐藤始役　監督：岡田主
- 「必殺バトルロード1・2」　監督：小沢啓一
- 「鉄-KUROGANE-」　監督：辻裕之
- 「荒ぶる獅子 外伝」　監督：辻裕之
- 「岸和田少年愚連隊 ゴーイングマイウェイ」　監督：渡辺武
- 「無門地獄」　監督：池田敏春
- 「実録柳川組」　監督：宮坂武志
- 「女雀龍伝2―流血編」　監督：石川二郎
- 「岸和田少年愚連隊 Episode2」　監督：宮坂武志
- 「真・雀鬼10&11」　監督：片岡修二
- 「湘南暴走族」　丸川角児役　監督：神野太
- 「鯨道」　門一誠役　監督：市川徹

### テレビCM
- キリンラガービール「花見の人々篇」
- 防災瓦の株式会社鶴弥「ギブス篇」　演出：八木敏幸
- シーアイタウン利府・葉山「大切なのは、やっぱり家族篇」
- サントリー「グレフル」
- 東芝「技術の融合篇」
- アサヒ本生
- オリコカード「焼肉篇」　　ほか

### スチール
- 明治記念館
- NTTDoCoMoパンフ
- ファイザー製薬

### VP
- 日産フィナンシャル　ビッグバリュークレジット
- ディズニーシープレスキッド
- 明治記念館

### 舞台
- 戦後六十周年企画「絆〜奇遇の遺品〜」　鈴木道弘役　演出：福山龍次
- 「猿の王国」　作・演出：森井睦
- 東京ハートブレイカーズ公演『アポロ・ボーイズ –THE APOLLO BOYZ-』

## 製作作品

### 映画
- ヲ乃ガワ-WONOGAWA-（2014年公開） - エグゼクティブプロデューサー
- 紅破れ（2014年公開） - 監督・脚本
- カミングアウト（2014年公開） - 製作
- お金が足りない。（2023年12月18日、REIZ INTERNATIONAL、LILYFILM） - 監督（曽根剛と共同）[3]

### テレビドラマ
- 號哭のカタストロフ（2018年） - 原案・製作総指揮